# Vjeran Birimiša
Vjeran Birimiša (Muo, 1913. − Split, 1982.) je bio hrvatski pravnik i športaš.

## Životopis
Rodio se je u bokokotorskom mjestu Mulu. U Beogradu je išao u Klasičnu gimnaziju i studirao pravo. Zaposlio se u Splitu. Bavio se plivanjem i vaterpolom. U plivanju je bio državni prvak. Vaterpolo je igrao u splitskom Jadranu.